# Герлах фон Флонхайм
Герлах фон Флонхайм (на немски: Gerlach von Flonheim; † сл. 1112) е граф на Флонхайм, Велденц и Лайнинген.

## Произход
Той е големият син на граф Емихо фон Флонхайм († сл. 1108) и съпругата му Хицеха. Внук е на граф Емихо фон Наегау († 1072) и Кунигунда фон Щромберг († сл. 1072), дъщеря на Бертхолд, граф във Ветерау, Трехиргау, Майенфелд, Айнринг († сл. 1022). Брат е на Емих I фон Лайнинген († 1117, убит в битка), граф в Лайнинген и Вормсгау, Наегау. Сестра му фон Флонхайм е омъжена за Госвин фон Спонхайм, граф на Велденц, фогт на манастир Спонхайм († сл. 1124).
Графовете на Велденц са клон на род Вилдграфове (лат.: comites silvestres), от който се отделят през 1112 г. В столицата Велденц се намирал дворецът Велденц, където са живели от 12 век.

## Фамилия
Герлах фон Флонхайм се жени и има два сина:
- Герлах I фон Велденц († сл. 1133), граф на Велденц
- Емих II фон Кирбург-Шмитбург (* ок. 1089 в Кирбург; † сл. 1139), граф на Кирбург и Шмидтбург